# Roland Jokl
Roland Jokl (* 26. Juli 1962) ist ein ehemaliger österreichischer Sprinter.
Über 200 Meter erreichte er bei den Weltmeisterschaften 1983 in Helsinki das Viertelfinale und wurde Vierter bei den Halleneuropameisterschaften 1984 in Göteborg.
Von 1981 bis 1983 wurde er dreimal in Folge österreichischer Meister über 100 und 200 Meter. In der Halle holte er sechsmal den Titel über 60 Meter (1980–1985) und achtmal über 200 Meter (1980–1986, 1988).

## Persönliche Bestzeiten
- 60 m (Halle): 6,75 s, 20. Februar 1982, Wien
- 100 m: 10,44 s, 29. Juli 1983, Judenburg
- 200 m: 20,61 s, 5. Juli 1986,	Südstadt
  - Halle: 20,98 s, 2. Februar 1984, Wien